# كركي متورد
كركي متورد (الاسم العلمي:Grus rubicunda) (بالإنجليزية: Brolga)‏ هو نوع من الطيور يتبع جنس الكركي من الفصيلة الكركية.